# Agglutinine I du ricin commun
L'agglutinine I du ricin commun ou agglutinine I de Ricinus communis (en anglais : Ricinus communis agglutinin I, acronyme RCA I) est une protéine du groupe des lectines trouvée naturellement aux côtés de la toxine ricine dans les graines du ricin commun, une plante de la famille des Euphorbiaceae. Elle est appelée ainsi par opposition à la ricine, qui est parfois désignée comme « agglutinine II de Ricinus communis ».

## Biochimie
En termes de structure, c'est un tétramère glycoprotéique de 120 kDa composé de deux dimères semblables à la ricine, chacun pouvant être dissocié par réduction disulfure en sous-unités d'environ 27 et 33 kDa ; une sous-unité partage une grande identité avec la chaîne B de la ricine (RTB), tandis que l'autre est unique à la RCA,.

## Toxicité
La RCA n'induit qu'environ 3 % de la toxicité de la ricine dans les essais de cytotoxicité sur des cellules humaines, mais c'est une agglutinine — plus précisément une hémagglutinine comme la concanavaline A — capable d'induire l'hémagglutination des érythrocytes (globules rouges),. Cette activité peut expliquer certains des derniers symptômes de l'empoisonnement à la ricine brute non purifiée, notamment l'hémorragie. La RCA est faiblement absorbée par le tube digestif chez les animaux et n'est pratiquement pas toxique pour les souris par rapport à la ricine. Bien que la ricine soit considérablement plus toxique que la RCA, une préparation brute contenant à la fois de la ricine et de la RCA semble être plus toxique que la ricine seule, indiquant un effet synergique des deux substances dans la toxicité.

## Expression génétique
Les séquences primaires complètes des protéines de la ricine et de la RCA ont été déterminées,, puis déduites de la séquence nucléotidique des ADNc clonés et des clones génomiques,,. Les gènes de la ricine et de la RCA codent tous deux pour une protéine précurseur contenant une séquence signal N-terminale, une chaîne A, une région de liaison de 12 acides aminés et une chaîne B,,. Les chaînes A de la ricine (31 kD) et de la RCA diffèrent par 18 de leurs 267 résidus, avec 93 % d'identité au niveau des acides aminés, tandis que les chaînes B (pour la ricine, 31,5 kD) diffèrent par 41 de leurs 262 résidus, avec 84 % d'identité. Auparavant, on pensait que la ricine et la RCA étaient codés par une famille multigénique composée d'environ huit membres,, dont au moins trois étaient non fonctionnels. Cependant, le séquençage du génome du ricin a démontré la présence de 28 copies de gènes et pseudogènes liés à la ricine. L'expression des gènes de la ricine et de la RCA est spécifique à chaque tissu et régulée par le développement, de sorte que la ricine et la RCA matures ne s'accumulent que dans l'albumen des graines de ricin,,. Les fonctions biologiques de la ricine et de la RCA dans la plante restent inconnues, on pense qu'elles pourraient avoir un rôle de défense contre les prédateurs.